# Elysium
Elysium är en amerikansk science fiction-actionfilm från 2013.

## Handling
Året är 2154 och miljöproblemen på jorden är så allvarliga att den rika delen av befolkningen flyttar till en rymdstation vid namn Elysium. Kvar på jorden finns de fattiga, däribland Max, som med sitt kriminella förflutna tvingas kämpa hårt för att behålla sitt jobb. En dag utsätts Max för strålning i en arbetsolycka och han får veta att han har fem dagar kvar att leva. Hans enda hopp att hitta ett botemedel är att ta sig till Elysium.

## Om filmen
Elysium regisserades av Neill Blomkamp, som även skrev filmens manus.

## Rollista (urval)
- Matt Damon - Max
- Jodie Foster - Delacourt
- Sharlto Copley - Kruger
- Alice Braga - Frey
- Diego Luna - Julio
- Wagner Moura - Spider
- William Fichtner - John Carlyle